# Омельський Євген
Омельський Євген (нар. 27 серпня, 1901, Онут, Заставнівський повіт, Герцогство Буковина, Австро-Угорщина (нині — Заставнівський район, Чернівецька область) — пом. 22 липня 1980, Клівленд, США) — український меценат, діаспорний діяч.
Середню освіту отримав у Чернівцях. Навчався у Віденському університеті на медичному факультеті. У 1930 р. повертається до Чернівців, де займається приватною лікарською практикою, а також працює лікарем німецького консульства, у психіатричній лікарні, санаторії доктора Кобилянського, школи безмоторних літаків та в академічному товаристві «Запоріжжі».
Після приєднання Північної Буковини до СРСР був керівником Чернівецького обласного відділу охорони здоров'я. 1940 р. виїжджає до Німеччини (Дрезден).
Наприкінці Другої світової війни призначений міським лікарем Райхенбау (Саксонія). Невдовзі емігрує до США.
Автор п'яти наукових праць. Засновник різноманітних медичних курсів в українських громадах США.
Завдяки фінансовій підтримці з боку Євгена Омельського перевидано книгу Ю.Панейка «Українська стенографія». Був членом та одним із керівників багатьох українських діаспорних організацій. Загальна сума пожертв на Фонд Катедр Українознавства Гарвардського центру українських студій становила понад 90 тисяч доларів США. Створено видавничий фонд імені д-ра Євгена Омельського.